# علم الدلالة
علم الدلالة مقابل علم العبارة هو العلم الباحث في دلالات الألفاظ دون اعتبار صيغتها.